# Уславцево
Уславцево — село Борисоглебского района Ярославской области, входит в состав Вощажниковского сельского поселения.

## География
Расположено на берегу реки Могза в 2 км на север от центра поселения села Вощажникова и в 13 км на север от райцентра посёлка Борисоглебский.

## История
Село Уславцево в 1706 году в числе прочих 110 деревень было подарено Петром I графу Б.П. Шереметеву. Сельская каменная пятиглавая церковь с колокольней сооружена в 1806 году и имела три престола: Богоявления Господня, св. Николая и Казанской Пресвятой Богородицы. До 1805 года здесь находились две деревянные церкви, из которых одна и была разрушена по построении каменной.
В конце XIX — начале XX село входило в состав Вощажниковской волости Ростовского уезда Ярославской губернии. В 1885 году в деревне было 42 дворов.
С 1929 года село являлось центром Уславцевского сельсовета Борисоглебского района, с 1954 года — в составе Вощажниковского сельсовета, с 2005 года — в составе Вощажниковского сельского поселения.

## Население
| 1859 | 2007 | 2010 |
| ---- | ---- | ---- |
| 222  | ↘18  | ↘6   |

## Достопримечательности
В селе расположена недействующая Церковь Богоявления Господня (1806).